# Xanthostemon paabaensis
Xanthostemon paabaensis är en myrtenväxtart som beskrevs av Gugerli. Xanthostemon paabaensis ingår i släktet Xanthostemon och familjen myrtenväxter.
Artens utbredningsområde är Nya Kaledonien. Inga underarter finns listade i Catalogue of Life.